# Campeonato de Apertura 1957 (Perú)
El Campeonato de Apertura 1957 fue la decimotercera edición de este torneo donde participaron los cuatro mejores equipos del Campeonato Peruano de Fútbol de 1956. El campeón fue Deportivo Municipal. La organización correspondía a la Asociación No Amateur (ANA), antigua denominación de la actual Asociación Deportiva de Fútbol Profesional (ADFP).

## Formato
El torneo se jugó en un sistema de todos contra todos a una sola rueda y se otorgaba dos puntos por partido ganado, un punto por partido empatado y ninguno por partido perdido. El campeón sería el que más puntos acumule, en caso de igualdad de puntos se jugaba un partido de desempate por el título.

## Equipos participantes
| Club                      | Vía de clasificación                               |
| ------------------------- | -------------------------------------------------- |
| Sporting Cristal          | Campeón del Campeonato Peruano de Fútbol de 1956   |
| Alianza Lima              | Subampeón del Campeonato Peruano de Fútbol de 1956 |
| Deportivo Municipal       | Tercero del Campeonato Peruano de Fútbol de 1956   |
| Universitario de Deportes | Cuarto del Campeonato Peruano de Fútbol de 1956    |

## Partidos
1ª ronda
| Fecha              | Lugar            |                           | Resultado |                  |
| ------------------ | ---------------- | ------------------------- | --------- | ---------------- |
| 7 de julio de 1957 | Estadio Nacional | Universitario de Deportes | 3-3       | Sporting Cristal |
| 7 de julio de 1957 | Estadio Nacional | Deportivo Municipal       | 1-2       | Alianza Lima     |

 2ª ronda
| Fecha               | Lugar            |                     | Resultado |                           |
| ------------------- | ---------------- | ------------------- | --------- | ------------------------- |
| 10 de julio de 1957 | Estadio Nacional | Deportivo Municipal | 2-1       | Universitario de Deportes |
| 10 de julio de 1957 | Estadio Nacional | Alianza Lima        | 0-3       | Sporting Cristal          |

 3ª ronda
| Fecha               | Lugar            |                     | Resultado |                           |
| ------------------- | ---------------- | ------------------- | --------- | ------------------------- |
| 21 de julio de 1957 | Estadio Nacional | Alianza Lima        | 1-2       | Universitario de Deportes |
| 21 de julio de 1957 | Estadio Nacional | Deportivo Municipal | 2-1       | Sporting Cristal          |

## Tabla de posiciones
| Pos. | Equipo                    | PJ | PG | PE | PP | GF | GC | Dif. | Puntos |
| ---- | ------------------------- | -- | -- | -- | -- | -- | -- | ---- | ------ |
| 1°   | Deportivo Municipal       | 3  | 2  | 0  | 1  | 5  | 4  | +1   | 4      |
| 2°   | Sporting Cristal          | 3  | 1  | 1  | 1  | 7  | 5  | +2   | 3      |
| 3°   | Universitario de Deportes | 3  | 1  | 1  | 1  | 6  | 6  | 0    | 3      |
| 4°   | Alianza Lima              | 3  | 1  | 0  | 2  | 3  | 6  | -3   | 2      |

|                                |
| Campeón Campeonato de Apertura |
| Deportivo Municipal 3er título |